# فنول فرمالدهید
رزین‌های فنول فرمالدهید (PF) (به انگلیسی: Phenol Formaldehyde Resin) یا رزین‌های فنولیک (همچنین فنوپلاست نیز نامیده می‌شوند) پلیمرهای مصنوعی هستند که از واکنش فنول یا فنول جایگزین شده با فرمالدهید به دست می‌آیند. فنول فرمالدهیدها به عنوان پایهٔ باکالیت استفاده می‌شوند و اولین رزین‌های مصنوعی تجاری (پلاستیک) هستند. آن‌ها به‌طور گسترده برای تولید محصولات قالب‌گیری شده مانند توپ‌های بیلیارد، میزهای آزمایشگاهی و به‌عنوان پوشش و چسب استفاده می‌شوند. از فنول فرمالدهیدها برای ساخت بردهای مدار استفاده می‌شد، اما هم‌اکنون تا حد زیادی توسط رزین‌های اپوکسی و پارچه‌های فایبرگلاس جایگزین شده‌اند، مانند مواد سازندهٔ برد مدار FR-4 که در برابر آتش و حرارت مقاوم است.
برای تولید ‌فنول فرمالدهیدها دو روش اصلی وجود دارد. روش اول به این شکل است که به‌طور مستقیم فنول و فرمالدهید با یکدیگر واکنش می‌دهند تا یک پلیمر شبکه گرماسخت را تولید کنند. در روش دوم فرمالدهید را برای تولید یک پیش پلیمر به نام نوولاک جمع می‌کنند سپس قالب‌گیری صورت می‌گیرد و در مرحلهٔ بعد با افزودن مقداری فرمالدهید دیگر حرارت داده می‌شود (اصطلاحاً پخته می‌شود). تنوع زیادی در مواد تولیدی و مواد ورودی وجود دارد که برای تولید طیف گسترده‌ای از رزین‌ها استفاده می‌شود.

## شکل‌گیری و ساختار
رزین‌های فنول فرمالدهید، به عنوان یک گروه (زنجیره یا شبکه)، توسط یک واکنش پلیمریزاسیون پله‌ای تشکیل می‌شوند که این واکنش می‌تواند توسط اسید یا باز کاتالیز شود (سرعت واکنش کنترل می‌شود). به این دلیل که فرمالدهید عمدتاً در محلول به عنوان متعادل‌کنندهٔ دینامیکی الیگومرهای متیلن گلیکول وجود دارد، غلظت بخش واکنش‌پذیر فرمالدهید به دما و پی‌اچ بستگی دارد.
فنول و فرمالدهید با یکدیگر در محل‌های ارتو و پارا (بخش‌های ۲، ۴ و ۶) واکنش می‌دهند و در این واکنش تا ۳ واحد فرمالدهید می‌تواند به حلقه متصل شود. در تمام واکنش اولیه هیدروکسی متیل فنول تشکیل می‌دهد:
{\displaystyle {\ce {HOC6H5 + CH2O -> HOC6H4CH2OH}}}
گروه هیدروکسی متیلی قادر به واکنش با بخش‌های ارتو یا پارای آزاد است. همچنین این گروه می‌تواند با گروه هیدروکسی متیل دیگری واکنش دهد. اولین واکنش یک پل متیلن ایجاد می‌کند و واکنش دوم یک پل اتری را تشکیل می‌دهد:
{\displaystyle {\ce {HOC6H4CH2OH + HOC6H5 -> (HOC6H4)2CH2 + H2O}}}
{\displaystyle {\ce {2HOC6H4CH2OH -> (HOC6H4CH2)2O + H2O}}}
دی‌فنول (که گاهی «دایمر» نامیده می‌شود) بیسفنول اف نامیده می‌شود که یک مونومر مهم در تولید رزین‌های اپوکسی است. این مونومر می‌تواند تولید الیگومرهای تری و تترا و فنول بالاتر را بیشتر به هم پیوند دهد.

## نوولاک‌ها

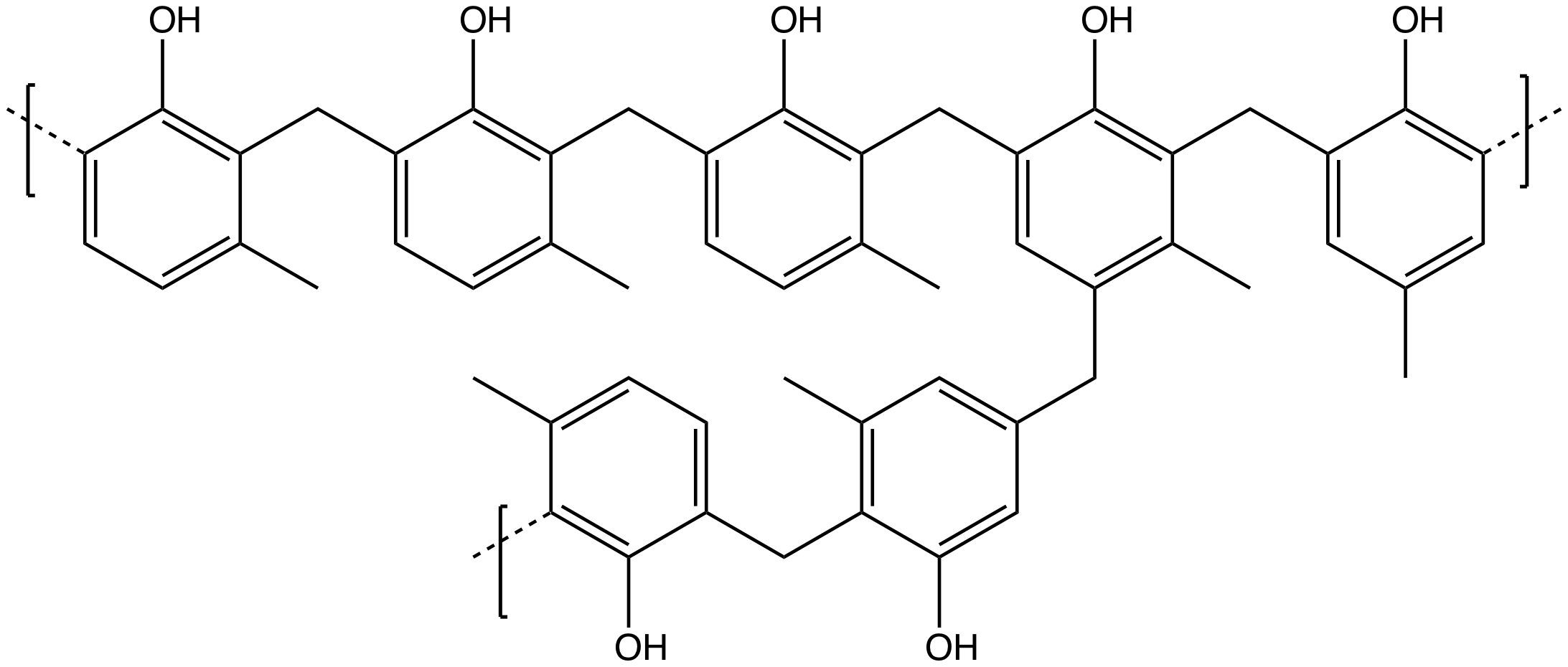
قطعه یک نوولاک که نشان‌دهندهٔ غلبهٔ زیرواحدهای کرسول و وجود پیوند عرضی است.

نوولاک‌ها یک نوع از رزین‌های فنول فرمالدهیدی هستند که در این نوولاک‌ها نسبت مولی فرمالدهید به فنول کمتر از یک است. به جای خود فنول، آن‌ها معمولاً توسط کرزول‌ها (متیل فنول‌ها) تولید می‌شوند. پلیمریزاسیون توسط کاتالیزورهای اسیدی مانند اسید سولفوریک، اگزالیک اسید، هیدروکلریک اسید و در مواقع کمی توسط اسید سولفونیک به پایان می‌رسد. واحدهای فنولی معمولاً توسط گروه‌های متیلن یا اتر به هم وصل می‌شوند. جرم مولکولی آن‌ها بسیار پایین است که حدوداً ۱۰ تا ۲۰ واحد فنول است. پلیمر به دست آمده گرمانرم است و برای تشکیل یک ترموست به یک عامل پخت یا سخت‌کننده نیاز است.
هگزامتیلن تترامین سخت‌کننده‌ای است که به نوولاک متصل کننده وصل می‌شود و در دمای بالاتر از ۹۰ درجهٔ سانتی‌گراد، پل‌های آمینهٔ متیلن و دی متیلن را تشکیل می‌دهد. رزوله‌ها نیز به عنوان یک عامل پخت (سخت‌کننده) برای رزین‌های نوولاک استفاده می‌شوند. در تمام موارد، عامل پخت منبعی از فرمالدهید است که پل‌هایی را بین زنجیره‌های نوولاک ایجاد کرده و در نهایت سیستم را کاملاً به هم متصل می‌سازد.
نوولاک‌ها کاربردهای متعددی به عنوان چسبندهٔ لاستیک، رزین با دمای بالا، چسب برای مواد نسوز (دارای پیوند کربنی) مانند ترمزهای کربنی، مواد مقاوم در برابر نور و به عنوان یک عامل پخت برای رزین‌های اپوکسی دارد.

## رزوله‌ها

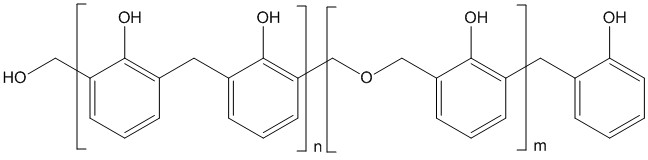
ساختار کلی ساده شدهٔ یک رزوله

رزین‌های فنول فرمالدهید پایهٔ کاتالیز شده با نسبت فرمالدهید به فنول بیشتر از یک (معمولاً در حدود ۱٫۵) ساخته می‌شوند. به این نوع رزین‌ها رزوله می‌گویند. فنول، فرمالدهید، آب و کاتالیزور با توجه به رزینی که قرار است تشکیل شود به مقدار دلخواه مخلوط می‌شوند و سپس حرارت داده می‌شوند. در بخش اول واکنش، در دمای حدوداً ۷۰ درجهٔ سانتی‌گراد انجام می‌شود و یک مادهٔ چسبنده و ضخیم قهوه‌ای مایل به قرمز را تشکیل می‌دهد که بدون گروه‌های هیدروکسی متیل و بنزیل اتر است.
سرعت واکنش پایهٔ کاتالیز در ابتدا با افزایش پی‌اچ افزایش می‌یابد و حدوداً در پی‌اچ ۱۰ به حداکثر می‌رسد. گونهٔ فعال آنیون فن اکسید ({\displaystyle {\ce {C6H5O-}}}) است که توسط پروتئین‌زدایی فنول تشکیل شده‌است. بار منفی روی حلقهٔ آروماتیک جابه‌جا می‌شود و بخش‌های ۲، ۴ و ۶ را فعال می‌کند که در نهایت باعث می‌شود با آروماتیکی واکنش دهند.
گرماسخت بودن هیدروکسی متیل فنول‌ها باعث می‌شود در دمای حدود ۱۲۰ درجهٔ سانتی گراد با گروه‌های متیل و متیلن که جایگزین گروه‌های آب حذف‌شده شدند اتصال برقرار کند. در این مرحله رزین یک شبکهٔ سه‌بعدی است که نمونه‌ای از رزین‌های فنولی پلیمریزه شده‌است. اتصال‌های زیاد سبب می‌شود که این نوع رزین فنولی سختی، پایداری حرارتی خوب و نفوذناپذیری شیمیایی داشته باشد. رزوله‌ها به عنوان رزین‌های «یک مرحله‌ای» نامیده می‌شوند زیرا برخلاف نوولاک‌ها که یک رزین «دو مرحله‌ای» هستند، بدون اتصال‌دهنده پخت می‌شوند.
رزوله‌ها از مواد اصلی رزین پلیمری هستند که به‌طور گسترده‌ای برای چسباندن مصالح ساختمانی استفاده می‌شوند. همچنین تخته‌های چندلایهٔ بیرونی، تخته‌های تراشه‌ای جهت‌دار (OSB)، لمینت مهندسی شده با فشار بالا جزو کاربردهای رزوله‌ها هستند.

## اتصال عرضی و نسبت فرمالدهید/فنول
زمانی که نسبت مولی تخته‌ها به فنول به عدد یک می‌رسد، در تئوری هر فنول از طریق پل‌های متیلن به یکدیگر متصل می‌شوند و یک مولکول واحد تولید می‌کند و سیستم کاملاً به هم متصل می‌شود. به همین دلیل است که نوولاک‌ها (F:P <1) بدون افزودن موادی که سبب اتصال می‌شوند سخت نمی‌شوند ولی رزوله‌های با فرمول F:P >1 سخت می‌شوند.

## کاربردها
رزین‌های فنولی در بسیاری از محصولات صنایع مختلف یافت می‌شود. لمینت‌های فنولی با آغشته کردن یک یا چند لایه از مواد پایه مانند کاغذ، فایبرگلاس یا پنبه به رزین فنولیک و لمینت کردن مواد پایه و آغشته شده تحت فشار و گرما ساخته می‌شوند. رزین در طول این فرایند به‌طور کامل پلیمریزه می‌شود و ماتریکس پلیمری ترموست را تشکیل می‌دهد. انتخاب مواد اولیه و پایه به کاربرد محصول نهایی بستگی دارد. فنول‌های کاغذ در ساخت قطعات الکتریکی مانند تخته‌های پانچ، لمینت‌های خانگی و در پنل‌های کامپوزیت کاغذی استفاده می‌شود. فنولیک‌های شیشه به ویژه برای استفاده در بازار بلبرینگ‌های با سرعت بالا مناسب هستند. میکروبالون‌های فنولی برای کنترل چگالی استفاده می‌شوند. رزین فنولی عامل اتصال در لنت ترمز معمولی (ارگانیک)، کفشک ترمز و دیسک‌های کلاچ است. کاغذ چسبانده شده با رزین مصنوعی که از رزین فنولیک و کاغذ ساخته شده‌است، برای ساخت کانترها استفاده می‌شود. یکی دیگر از کاربردهای رزین‌های فنولیک ساخت دوروپلاست است که در خودروهای ترابانت استفاده می‌شود.
از رزین‌های فنولی می‌توان در ساخت پوستهٔ خارجی و چندلایهٔ لوله‌های ضدآب و جوش (WBP) استفاده کرد، زیرا رزین‌های فنولی نقطهٔ ذوب ندارند و تنها نقطهٔ تجزیه در منطقهٔ دمایی ۲۲۰ درجه سلسیوس (۴۲۸ درجه فارنهایت) و بالاتر دارند.
همچنین می‌توان از رزین فنولیک به عنوان پیونده در قطعاتی که صداها و نویزهای بیرونی در بلندگوها را از بین می‌برد استفاده کرد. یکی از مواد پایهٔ این قطعات پارچه است.
توپ‌های بیلیارد نیز از رزین‌های فنولی ساخته می‌شوند، برخلاف پلی‌استرهایی که در قطعات ارزان‌تر استفاده می‌شوند.
می‌توان از رزین فنولی تقویت شده با الیاف نیز استفاده کرد زیرا ضریب انبساط حرارتی آن‌ها با آلومینیم مورد استفاده برای سایر قسمت‌های یک سیستم مطابقت دارد، مانند سیستم‌های کامپیوتری اولیه و Duramold.
هان ون می‌گرن، جاعل نقاشی هلندی، قبل از پختن بوم تمام شده، فنول فرمالدهید را با رنگ‌های روغنی خود مخلوط کرد تا خشک شدن رنگ را در طول قرن‌ها تقلبی کند.

## نام تجاری

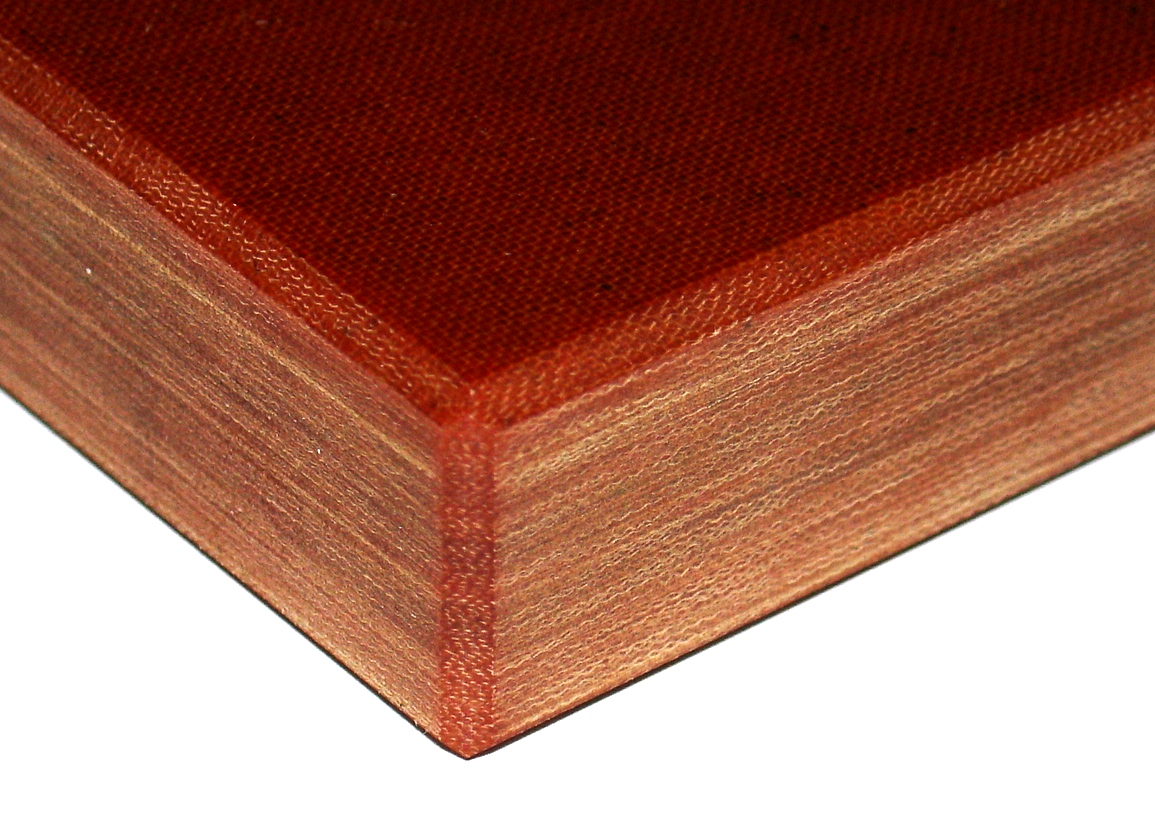
ورقهٔ توفنول (Novotext).

- باکالیت در اصل از رزین فنولیک و خاک‌اره ساخته می‌شد.
- آبنول یک رزین فنولی پر شده با کاغذ است که به‌عنوان جایگزینی برای چوب آبنوس در سازهای زهی و بادی چوبی طراحی شده‌است.
- Novotext فنولیک تقویت‌شده با الیاف پنبه است که از الیافی با جهت تصادفی استفاده می‌کند.
- فوم Oasis Floral «یک فوم فنولیک سلول باز است که به راحتی آب را جذب می‌کند و به عنوان پایه‌ای برای گل‌آرایی استفاده می‌شود.»[۵]
- Paxolin یک محصول کاغذی با چسب رزینی است که مدت‌ها به‌عنوان مادهٔ پایه برای بردهای مدار چاپی استفاده می‌شود، اگرچه در بسیاری از کاربردها با کامپوزیت‌های فایبرگلاس جایگزین می‌شود.
- توفنول یک پلاستیک چندلایه است که به صورت ورق و میله موجود است که از لایه‌هایی از کاغذ یا پارچه که با رزین فنولیک آغشته شده و با گرما فشرده شده‌است، ساخته می‌شود. مقاومت بالای آن در برابر روغن‌ها و حلال‌ها آن را برای بسیاری از کاربردهای مهندسی مناسب کرده‌است.[۶]
- Richlite یک رزین فنولیک پر شده با کاغذ است که کاربردهای زیادی دارد، از رومیزی و تخته برش گرفته تا رودستهٔ گیتار.

## تجزیهٔ زیستی
فنول فرمالدهید توسط قارچ سفید پوسیدگی Phanerochaete chrysosporium تجزیه می‌شود.